# Estátua de Adiyogi Xiva
A estátua Adiyogi (também conhecida como Busto de Adiyogi Xiva, Adiyogi de 112 Pés ou apenas Adiyogi)  é uma estátua de aço de 34 metros de altura (112 pés), 45 metros de comprimento e 25 metros de largura, que representa o primeiro iogue (Adiyogi) com Thirunamam em Coimbatore, Tâmil Nadu, na Índia. É reconhecida pelo Guinness World Records como a "maior escultura de busto" do mundo. Projetada por Sadhguru Jaggi Vasudev, pesa cerca de 500 toneladas (490 toneladas longas; 550 toneladas curtas).
Adiyogi se refere ao "primeiro iogue" ou Xiva como o criador do ioga. Foi criado para inspirar as pessoas ao bem-estar interior através do ioga.

## Descrição
Adiyogi está localizada no Isha Yoga Center. Sua altura, 112 pés, simboliza as 112 possibilidades de atingir moksha (libertação) que são mencionadas na cultura iogue, e também os 112 chacras do sistema humano. Uma linga chamada "Yogeshwar Linga" foi consagrada e colocada na frente da estátua. O Ministério do Turismo da Índia incluiu a estátua em sua campanha oficial "Incredible India". É também o palco de um show de luzes e sons sobre Xiva como um iogue, inaugurado pelo presidente da Índia, Ram Nath Kovind.

## Inauguração
A Estátua Adiyogi foi inaugurada em 24 de fevereiro de 2017 pelo primeiro-ministro da Índia, Narendra Modi, por ocasião do Maha Shivaratri. Ele também lançou um livro complementar Adiyogi: The Source of Yoga, escrito por Vasudev. Para marcar a inauguração da estátua, a música "Adiyogi - The Source of Yoga" foi lançada pela Isha Foundation. A música foi cantada por Kailash Kher com letra de Prasoon Joshi.
Outra estátua de Adiyogi de 6,4 metros (21 pés) foi inaugurada no Tennessee, EUA, em 2015, pela Isha Foundation, como parte de um estúdio de ioga de 2 800 m² (30 000 pés quadrados).
Antes da inauguração, a Diretoria da Cidade e Planejamento Urbano afirmou, de maneira polêmica, que a estátua foi construída sem aprovação. No entanto, o Coletor Distrital afirmou que a aprovação foi fornecida.